# غرافةالریان
غرافه الریان یک منطقهٔ مسکونی در قطر است که در شهرداری الریان واقع شده‌است. غرافه الریان ۸٫۰ کیلومتر مربع مساحت دارد ۲۹ متر بالاتر از سطح دریا واقع شده‌است.